# バージニア・インターナショナル・レースウェイ
バージニア・インターナショナル・レースウェイ（Virginia International Raceway、略称は"VIR" ）はバージニア州のオールトンにあるサーキット。ダンビルの近郊にありノースカロライナ州とバージニア州の州境とわずか800ｍ未満の距離にある。VIRでは、自動車とオートバイのプロとアマチュアのドライバー（ライダー）の為のイベントと運転教室とクラブの催しとプライベートテストの為のコースの貸し出しを行なっている。

## コースの概要
VIRでは、同時に2つのコースで走行出来るように6つのコースレイアウトを採用している。"フル・コース"（全周）の距離は、3.27マイル（5.26 km）で、フル・コースの内側に完全に覆われた形で設置された"パトリオット・コース"は、1.1マイル（1.77 km）のコースである。"北コース"は 2.25マイル（3.62  km）、南コースは 1.65マイル（2.66  km）の距離となっている。南北どちらのコースも同時に走行できるように、フル・コース並びにパトリオット・コースと部分的にコースを重複させて、南北の両コースが交わらないようにしている。南コースを走行するときだけ使用できるセカンド（2つ目の）ピットがある。最長のコースレイアウトとなっているのが、"グランド・イースト・コース"で、4.2マイル（6.76 km）の距離を誇り、フル・コースとパトリオット・コースの大部分から成り、南コースと北コースの一部をフル・コースとパトリオット・コースの接続箇所として構成されたコースである。滅多に走行されることはないが、もう一つのコースとして"グランド・ウェスト・コース"と呼ばれるコースがあり、フル・コースとパトリオット・コースの間のセクションをグランド・イースト・コースとは別の接続箇所を用いて構成されたコースである。パトリオット・コースはフルコースの完全に内側に設置されているので、両コースは同時に走行できるようになっている。
"フル・コース"が最も標準的なレイアウトとされ、年間を通して最もイベントが開催されるコースである。このコースの見どころのセクションは「オーク・ツリー」コーナー(T11)に向かって入っていく際に、「クライミング・エスィズ」（登るSの字）と呼ばれる最初の登り坂(T7)、右に曲がながら頂上まで登った後にわずかに左に曲がりながら一気に下り(T8)、再び坂を登ってわずかに下った後、登りながら左に曲がる箇所(T9)などが挙げられる。このセクションの複雑で難しい所は、長いストレートで増した信じられないほどのスピードのまま、「クライミング・エスィズ」に入っていかなければならない点である。左手に向かって視界が遮られたカーブを切ると(T10)、急な下り坂の終わりを告げる、通称「スティーヴィー・ワンダー」と呼ばれる南に曲がる大カーブがある。多くのドライバーは、このセクションが北米のサーキットの中で最も恐ろしいセクションだと口を揃える。もう一つは、「ローラー・コースター」と呼ばれるセクション(T14)で、まるでマツダ・レースウェイ・ラグナ・セカのS字シケイン「コークスクリュー」をスケールダウンしたイメージのセクションである。
サーキットは2つのメイン・ストレートがある。バックストレートは約4000フィート（約1.2 km）の長さがある一方、フロントストレートは約3000フィート（約0.9 km）の長さとなっている。バックストレートは約33%長いが、フロントストレートは上に「ホッグ・ペン」(T17)が連なっている為、長さに勝るはずのバックストレートの「オーク・ツリー」コーナー（T11）よりもはるかに速い高速コーナーとなる。その標高差は130フィート（約39m）に及ぶ。
サーキットには、「オーク・ツリー」、「ローラー・コースター」、「ホッグ・ペン」、「ホース・シュー」、「NASCAR・ベンド」（1966年のトランザム・レースで、リチャード・ペティやデビッド・ピアソンやウェンデル・スコットといったドライバーが、このカーブの攻略に苦戦した為）、「スネーク」、「スパイラル」、「フィッシュ・フック」、「ザ・ビッチ」といったニックネームを持ったカーブがある。

### コースレイアウト

グランド・イースト・コース
グランド・ウェスト・コース
フル・コース
北コース
南コース
パトリオット・コース

## VIRに関わりのあるセレブ
バージニア・インターナショナル・レースウェイは、何もレースドライバー達だけに有名という訳ではなく、セレブ達にも人気がある。2010年に遡れば、イギリスBBCで放映されている自動車番組『トップ・ギア』によって撮影され、そのシーズン16の一部として放映されている。
カントリー・ミュージックのスーパースターであるリーバ・マッキンタイアは、2012年に息子のレース参戦を観る為に、VIRを訪れている。
2013年10月初旬に、『グレイズ・アナトミー 恋の解剖学』の主演で有名な俳優のパトリック・デンプシーと元陸上競技選手でテレビスターのケイトリン・ジェンナー（旧名はブルース）は、VIRを訪れている。　

## 歴史

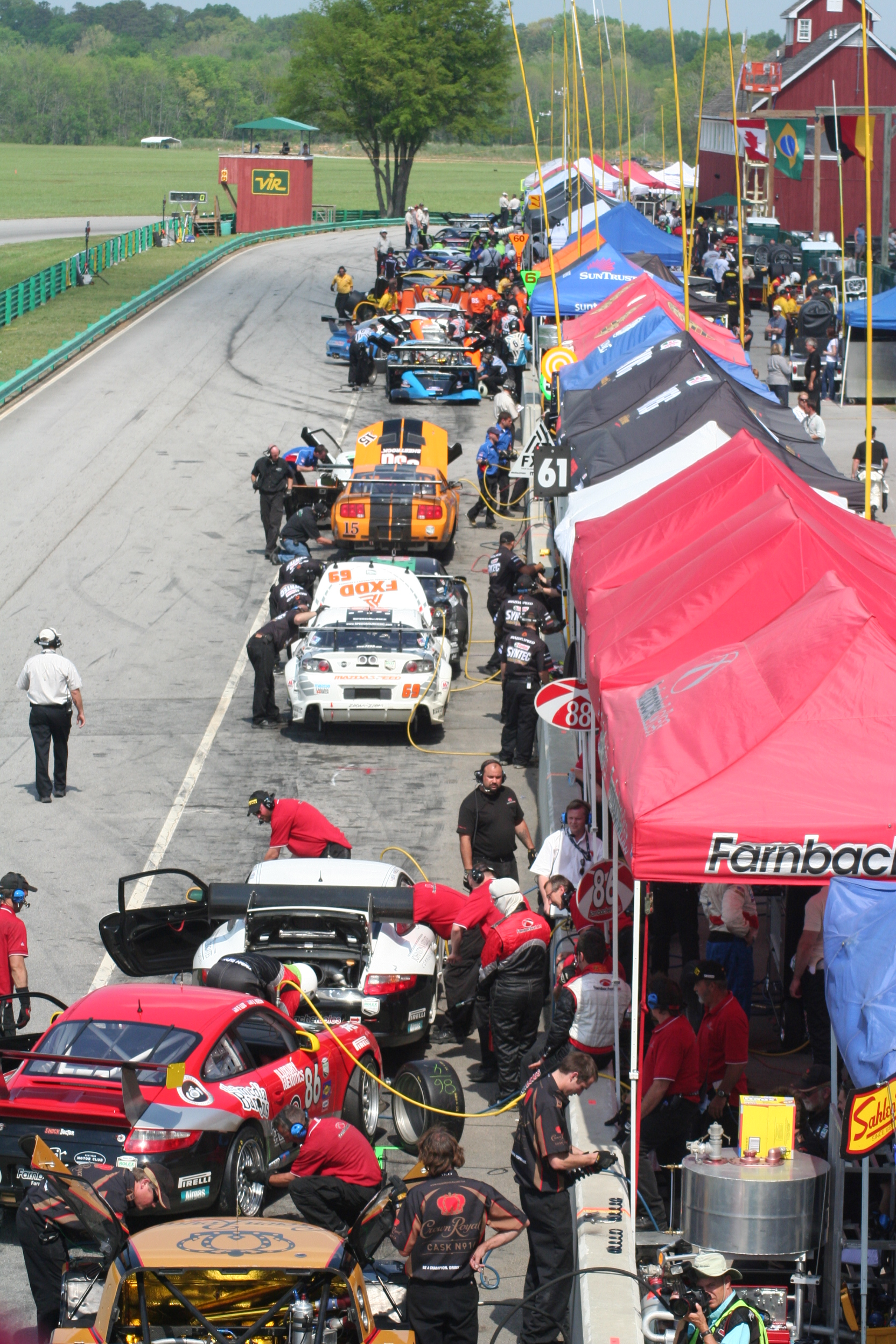
２００８年のグランダム・レース中のピット・ロード

サーキットは、1957年に当初のオープンを果たし、ブルドーザーを使った男達の一団によって建設が進められた。エドワード・アレクサンダーはその一団の中にいた。サーキットは1974年に閉鎖し、2000年3月まで閉鎖の時期が続いた。2000年にニューヨーク出身のハーヴィー・シーゲルが「カントリークラブ」モデルを使って再開した。サーキットの会員資格が販売されている。VIRクラブの各メンバーは、メンバー・デイでのドライブ時間とすべての観客用チケットとその他特典を受け取れる。VIR会員モデルは、アメリカ国中の他のサーキットを回った。
バージニア・インターナショナル・レースウェイは、少なくとも4人の死者が出ており、再開後からの集計でも3人が亡くなっている。最近の死者は2008年8月のオートバイレースのUS・ルーキー・カップでの当時14歳のトリアーノ・ウィルソンである。
1957年に始まり1964年に消滅したSCCA・ナショナル・スポーツカー選手権を開催していた。IMSA・GT選手権を1971年と1972年に招致している。サーキット再開後は、北コースで2001年から2010年までAMAスーパーバイク選手権が開催された。フル・コースで2002年から2011年までロレックス・スポーツカー・シリーズが開催された。2012年9月のアメリカン・ル・マン・シリーズ(ALMS)のフル・コースでのオープニングイベントで、クラウス・グラフがドライブするマッスル・ミルク・モータースポーツのLMP1カーがトラックの新記録を出した。
サーキットは毎年恒例のゴールド・カップ・ヒストリック・レースだけでなく、AMAのレース、ChumpCar（チャンプカー・ワールド・シリーズのパロディ）、SCCA、NASCARのテスト・デイ、地方のカー・クラブなど年間を通じて多くのイベントを開催している。様々な運転トレーニングクラスはオンロードもオフロードも利用可能となっている。その敷地はゴーカート用のサーキットとしても開催される。
2014年8月23日、ALMSとロレックス・スポーツカー・シリーズが統合されて誕生したユナイテッド・スポーツカー選手権のレースを開催している。

## テスト
サーキットはNASCARのチームによって頻繁にテスト・デイに使用される。チームはワトキンズ・グレン・インターナショナルとソノマ・レースウェイのレースの為にロードコースのテストを行なっている。近年は、バージニア・インターナショナル・レースウェイでNASCARの主要レース（スプリントカップ・シリーズ、エクスフィニティ・シリーズ、キャンピング・ワールド・トラック・シリーズ）が開催されていないので、練習セッションが課されない。サーキットは様々なマニュフェクチャラーの新車や車のアップデートの為のテストにも使われる。

## テレビゲーム
VIRの北コースは、iRacing.comから発売された『Supercar Challenge』と『Ferrari Challenge: Trofeo Pirelli』で使われた。また『Forza Motorsport』シリーズにも登場した(6と7。ちなみに前者はDLCでの追加、後者は最初から選択可能)。こちらは全レイアウトが収録されている。

## 文献
1. ↑  Jenner changed her name due to gender transition in 2015.[4]